# Diplocephalus transcaucasicus
Diplocephalus transcaucasicus là một loài nhện trong họ Linyphiidae.
Loài này thuộc chi Diplocephalus. Diplocephalus transcaucasicus được Andrei V. Tanasevitch miêu tả năm 1990.